# Deltocephalini
Los deltocefalinos (Deltocephalini) son una tribu de hemípteros auquenorrincos de la familia Cicadellidae. Tiene los siguientes géneros.

## Géneros
- Acurhinus - Agudus - Amblysellus - Amplicephalus - Bahitella - Bolarga - Bolivala - Caphodellus - Copididonus - Cortona - Cruziella - Cumbrenanus - Deltocephalus - Deltorhynchus - Fusanus - Graminella - Haldorus - Horouta - Kanorba - Laevicephalus - Lorellana - Loreta - Mendozellus - Neodeltocephalus - Nullamia - Palus - Parandanus - Picchuia - Planicephalus - Polyamia - Quaziptus - Recilia - Reventazonia - Sanctanus - Sanluisia - Spartopyge - Spathifer - Toldoanus - Tumupasa - Unerus - Vicosa - Wyushinamia - Yuanamia[1]